# 에베루스
에베루스(영어: Everus)는 혼다 기연공업과 광저우 자동차 그룹의 합작 투자 회사인 광치 혼다의 자동차 브랜드이다.

## 주요 차종

### 에베루스 S1
에베루스 브랜드를 가진 최초의 자동차이며 2011년 4월부터 판매가 시작되었다.

### 에베루스 VE-1
에베루스 EV 컨셉으로 미리 본 혼다 베젤을 대략적으로 기반으로 한 전기 소형 CUV이다.이 차량은 혼다 기연공업과 광치 혼다가 공동 개발한 새로운 유럽 주행 사이클의 53.6kWh 리튬 이온 배터리(NCM622)로 340 킬로미터 (210 mi)를 주행할 수 있으며 120 킬로와트 (160 hp)의 전기 모터 구동 장치로 구동된다. 최대토크는 280 뉴턴 미터 (210 lb·ft)이다.

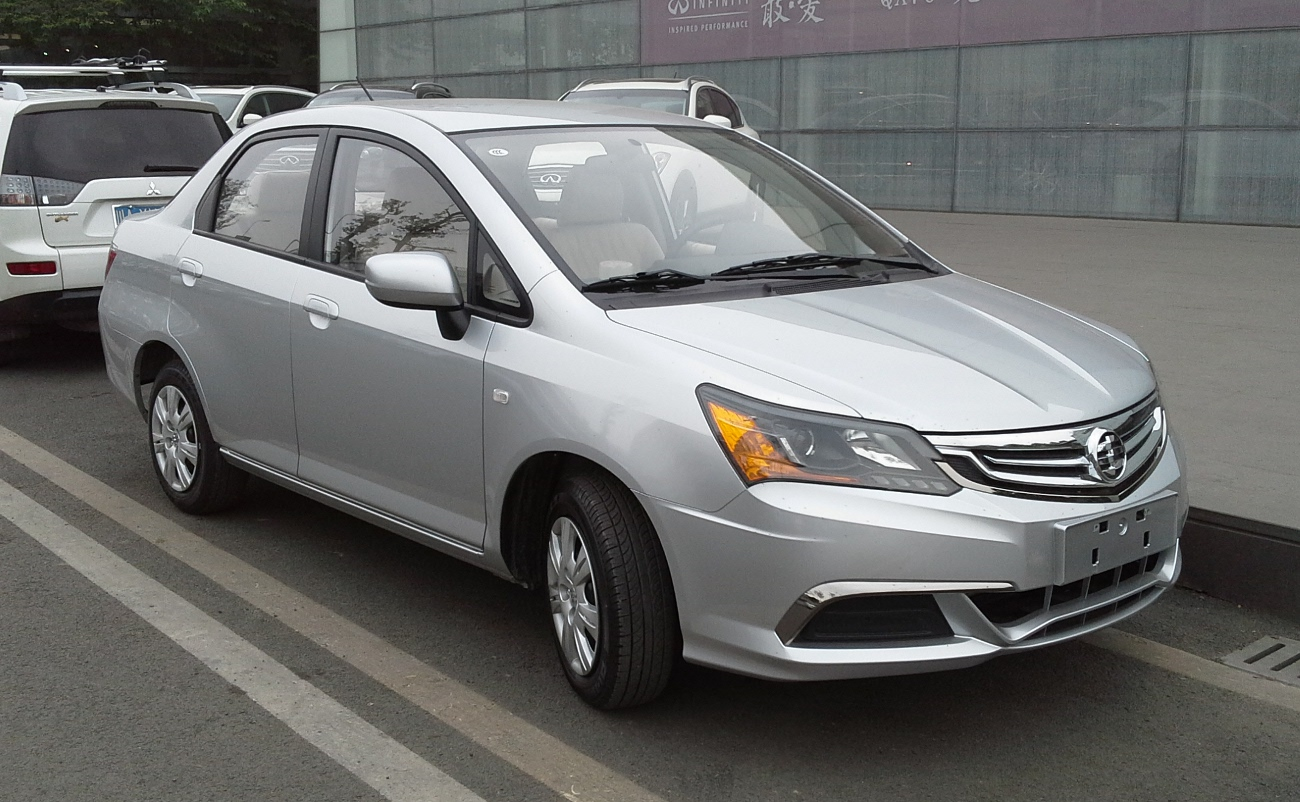
에베루스 S1
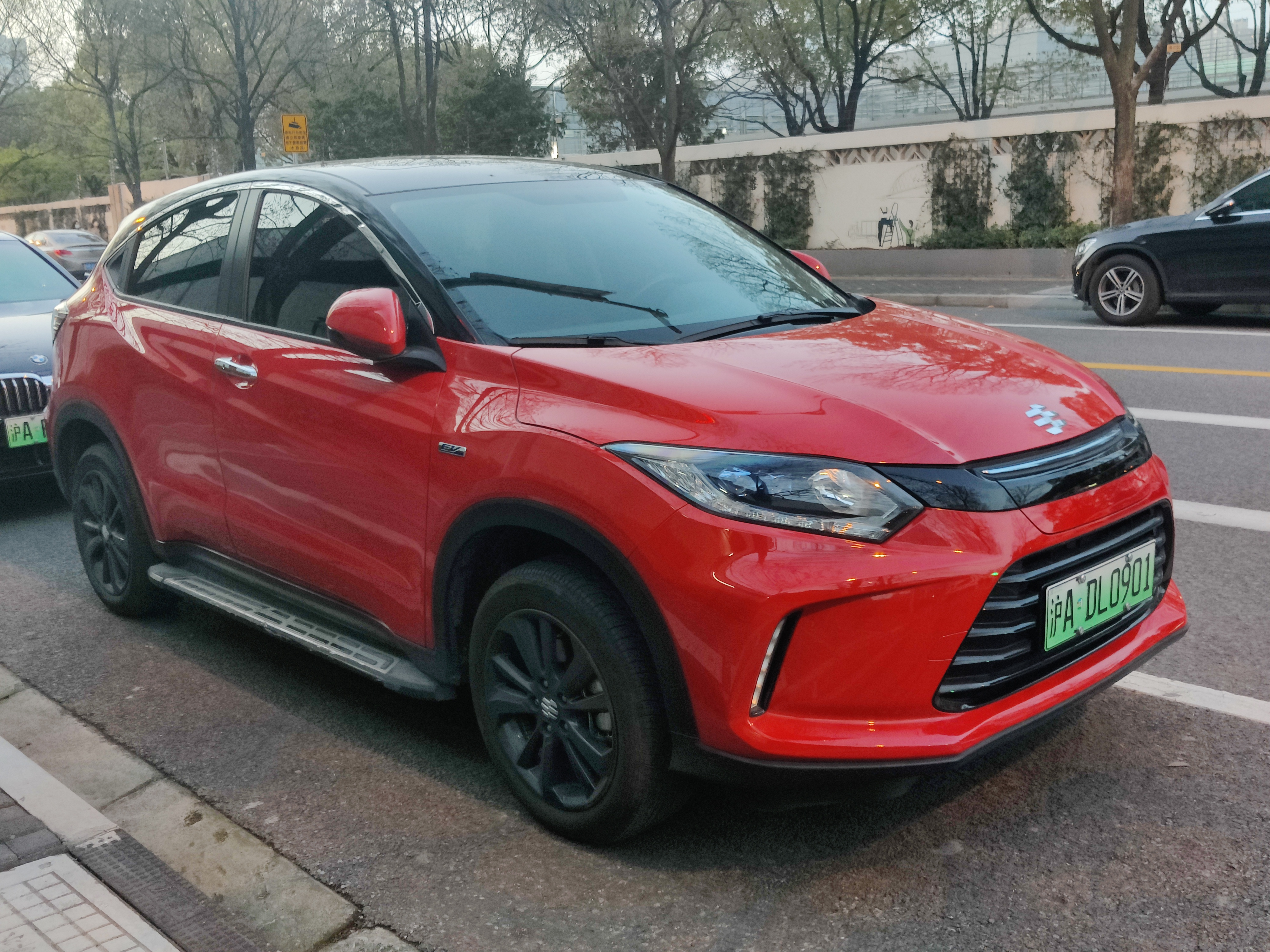
에베루스 VE-1